# HD188017
HD188017 — хімічно пекулярна зоря спектрального класу A0, що має видиму зоряну величину в смузі V приблизно  9,3.
Вона  розташована на відстані близько 997,4 світлових років від Сонця.

## Пекулярний хімічний склад
Зоряна атмосфера HD188017 має підвищений вміст 
Si
.